# Хнаберд (Араратская область)
Хнаберд (арм. Հնաբերդ) — село в Араратской области Армении. Основано в 1831 году.

## География
Село расположено в северо-западной части марза, к юго-востоку от автодороги , на расстоянии 8 километров к северу от города Арташат, административного центра области. Абсолютная высота — 875 метров над уровнем моря.
Климат
Климат характеризуется как умеренно холодный, влажный (Dfb в классификации климатов Кёппена).

## Население
По данным «Сборника сведений о Кавказе» за 1880 год в селе Торпах-кала Эриванского уезда по сведениям 1873 года было 40 дворов и проживало 240 азербайджанцев (указаны как «татары»), которые были шиитами. Также в селе были расположены остатки земляной крепости.
По данным Кавказского календаря на 1912 год, в селе Торпахкала Эриванского уезда проживало 866 человек, в основном азербайджанцев, указанных как «татары».
| Год переписи | Население          | Население          | Население          | Население            | Население            | Население            |
| Год переписи | Наличное население | Наличное население | Наличное население | Постоянное население | Постоянное население | Постоянное население |
| Год переписи | Всего              | Мужчины            | Женщины            | Всего                | Мужчины              | Женщины              |
| ------------ | ------------------ | ------------------ | ------------------ | -------------------- | -------------------- | -------------------- |
| 2001         | 636                | 304                | 332                | 654                  | 317                  | 337                  |
| 2011         | 589                | 288                | 301                | 611                  | 306                  | 305                  |

| Год  | Численность | Численность |
| ---- | ----------- | ----------- |
| 1831 | 40          | [ 11 ]      |
| 1873 | 240         | [ 12 ]      |
| 1897 | 333         | [ 11 ]      |
| 1926 | 180         | [ 11 ]      |
| 1939 | 286         | [ 11 ]      |
| 1959 | 411         | [ 11 ]      |
| 1970 | 1946        | [ 11 ]      |
| 1979 | 527         | [ 11 ]      |
| 1989 | 418         | [ 13 ]      |
| 2001 | 654         | [ 11 ]      |
| 2011 | 611         | [ 14 ]      |